# Contea di Giles (Tennessee)
La contea di Giles in inglese Giles County è una contea dello Stato del Tennessee, negli Stati Uniti. La popolazione al censimento del 2000 era di 29 447 abitanti. Il capoluogo di contea è Pulaski.